# Cicones ussuriensis
Cicones ussuriensis es una especie de coleóptero de la familia Zopheridae.

## Distribución geográfica
Habita en Rusia.